# 山王入口
山王入口（さんのういりぐち）は、愛知県名古屋市中川区にある名古屋高速4号東海線の入口である。東海JCT方面のみの入口である。

## 接続する道路
- 名古屋市道江川線

## 沿革
- 2011年11月19日：供用開始（六番北出口までの距離が短いため、2010年9月4日の山王JCT - 六番北出入口間の開通時には供用が見送られた）

## 利用台数
名古屋市統計年鑑による利用台数の推移
| 2011年（平成23年）度 | 8862台   |  |
| 2012年（平成24年）度 | 26033台  |  |
| 2013年（平成25年）度 | 113848台 |  |

## 周辺
- 堀川
- 山王駅（名鉄名古屋本線）
- ナゴヤ球場
- マクドナルド山王橋店
- ドン・キホーテPAW中川山王店

## 隣
名古屋高速4号東海線
山王JCT - (401)山王入口 - (411)尾頭橋出口 - (402/412)六番北出入口